# Abborrberget
Abborrberget est une localité de Suède dans la commune de Strängnäs située dans le comté de Södermanland.
Sa population était de 2 948 habitants en 2019.